# Le Liberté - Scène nationale
Pour les articles homonymes, voir Le Liberté.

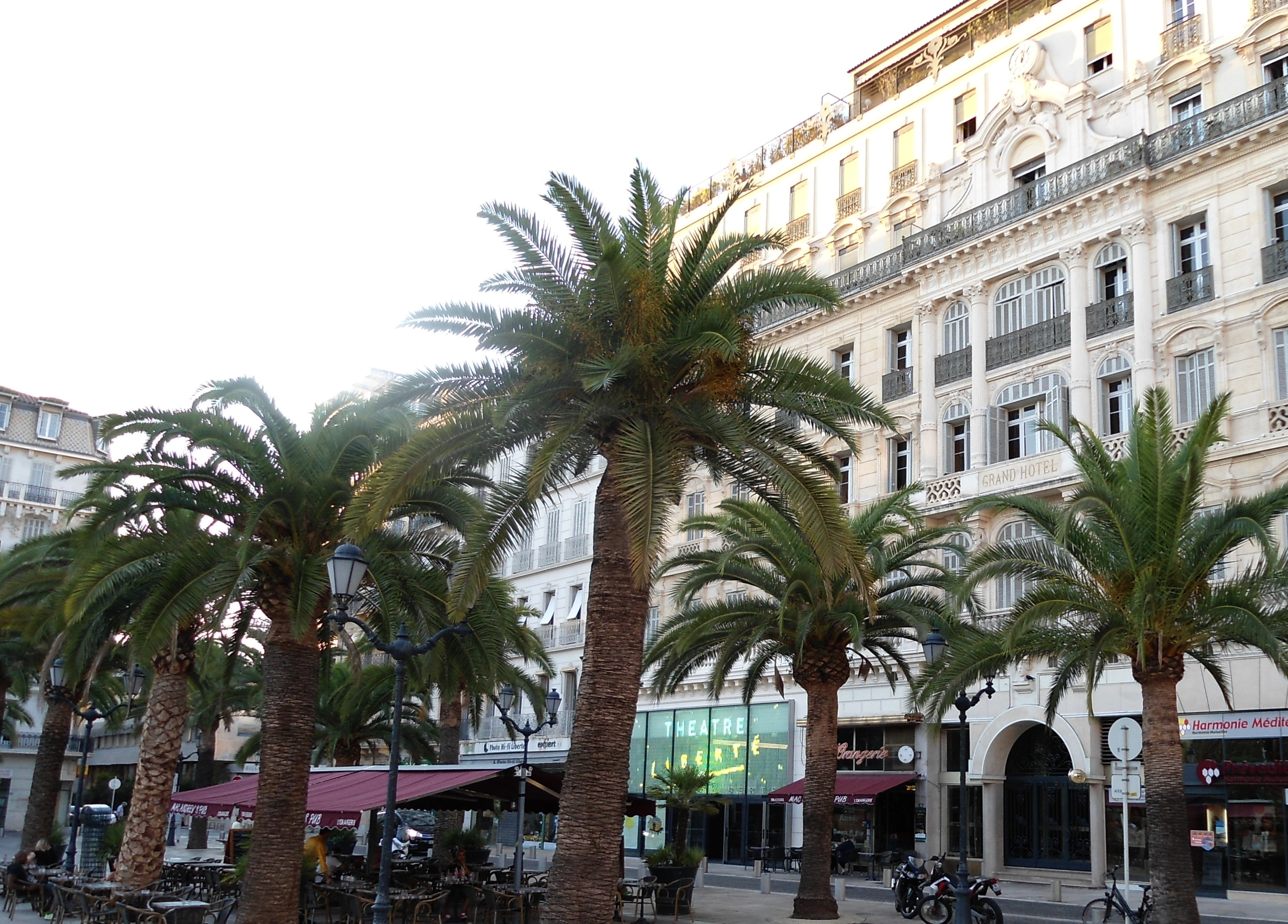
Entrée Place de la Liberté

Le Liberté - Scène nationale, est une salle de théâtre située sur la place de la Liberté à Toulon, créée en 2008 et inaugurée le 17 septembre 2011. Ce site est desservi par le réseau de bus Mistral, arrêt Liberté.

## Histoire
La ville de Toulon qui dispose de son opéra communal depuis le 1er octobre 1862 ne possédait pas à ce jour d'équipement théâtral public capable de répondre aux besoins culturels de son agglomération de plus de 450 000 habitants. La municipalité de Toulon, avec l'aide de l'État, se lance alors dans la réalisation d'un théâtre. Le cinéma Pathé Liberté ayant emménagé en 2003 dans les nouveaux locaux du Palais Liberté, ce dernier quitte son ancien site situé place de la Liberté. Inoccupé jusqu'en 2007, le site est repris afin d'y construire le futur Théâtre Liberté, qui est baptisé ainsi en raison de la proximité de la place du même nom. Les travaux ont commencé en 2008 et l'ouverture a eu lieu le 17 septembre 2011.
Le 22 avril 2010, Charles Berling et son frère Philippe Berling, metteur en scène, sont annoncés à la direction du théâtre Liberté par le maire Hubert Falco. La présentation de la programmation 2011-2012 du théâtre a lieu le 22 juin 2011 sur la place de la Liberté.
Le lever de rideau s'est fait pour la première fois dans la salle Albert-Camus le 29 septembre 2011 avec la première de L'Art de la comédie d'Eduardo De Filippo, première création du Théâtre Liberté, et mise en scène par Philippe Berling, codirecteur du théâtre.
En décembre 2015, le ministère de la Culture et de la Communication confirme l’attribution du label «scène nationale » à l’association Union Châteauvallon-Liberté qui réunit le Centre national de création et de diffusion culturelles de Châteauvallon et Le Liberté de Toulon.

## Structure
Cette salle est un ancien cinéma Pathé reconverti en théâtre. Au moment de la construction, le niveau d'eau fut trop haut, ils ont donc dû pomper l'eau. Il dispose de trois salles de 701, 115 et 135 places.

### Salle Albert-Camus
La salle Albert-Camus, salle principale du théâtre, dispose de 701 places. La première représentation dans la salle a eu lieu le 29 septembre 2011 avec L'Art de la comédie d'Eduardo De Filippo.

### Salle Fanny-Ardant
La salle Fanny-Ardant, salle polyvalente du théâtre, dispose de 115 places. La première représentation dans la salle a eu lieu le 6 octobre 2011 avec La Trilogie des lunettes d'Emma Dante.

### Salle Daniel-Toscan-du-Plantier
La salle Daniel-Toscan-du-Plantier, salle de projection du théâtre, dispose de 135 places.

### Hall d'accueil
Le hall d'accueil, est un lieu de vente de billets du théâtre, mais aussi un lieu d'expositions, d'information et de communication.
Il dispose également d'un bar et d'une librairie ouverts les soirs de représentation.